# Things Have Changed (album Bettye LaVette)
Things Have Changed è un album in studio di Bettye LaVette. È stato pubblicato nel marzo 2018 tramite Verve Records. L'album contiene canzoni originariamente scritte e cantate da Bob Dylan.
L'album ha ricevuto una nomination per il miglior album americano e Don't Fall Apart on Me Tonight ha ricevuto una nomination per la migliore performance R&B tradizionale alla 61ª edizione dei Grammy Awards.
Greil Marcus, scrivendo su Village Voice, lo ha definito il miglior album del 2018.
L'arrangiamento di Lavette della title track si è dimostrato influente. Sia Margo Price che Adia Victoria hanno eseguito la canzone dal vivo con arrangiamenti direttamente ispirati a quelli di LaVette.

## Tracce
1. Things Have Changed – 6:57
2. It Ain't Me Babe – 5:46
3. Political World – 4:03
4. Don't Fall Apart on Me Tonight – 5:21
5. Seeing the Real You at Last – 5:08
6. Mama, You Been on My Mind – 3:47
7. Ain't Talkin' – 5:41
8. The Times They Are A-Changin' – 5:10
9. What Was It You Wanted – 4:47
10. Emotionally Yours – 5:27
11. Do Right to Me Baby (Do Unto Others) – 3:38
12. Going, Going, Gone – 4:06